# Uranometria

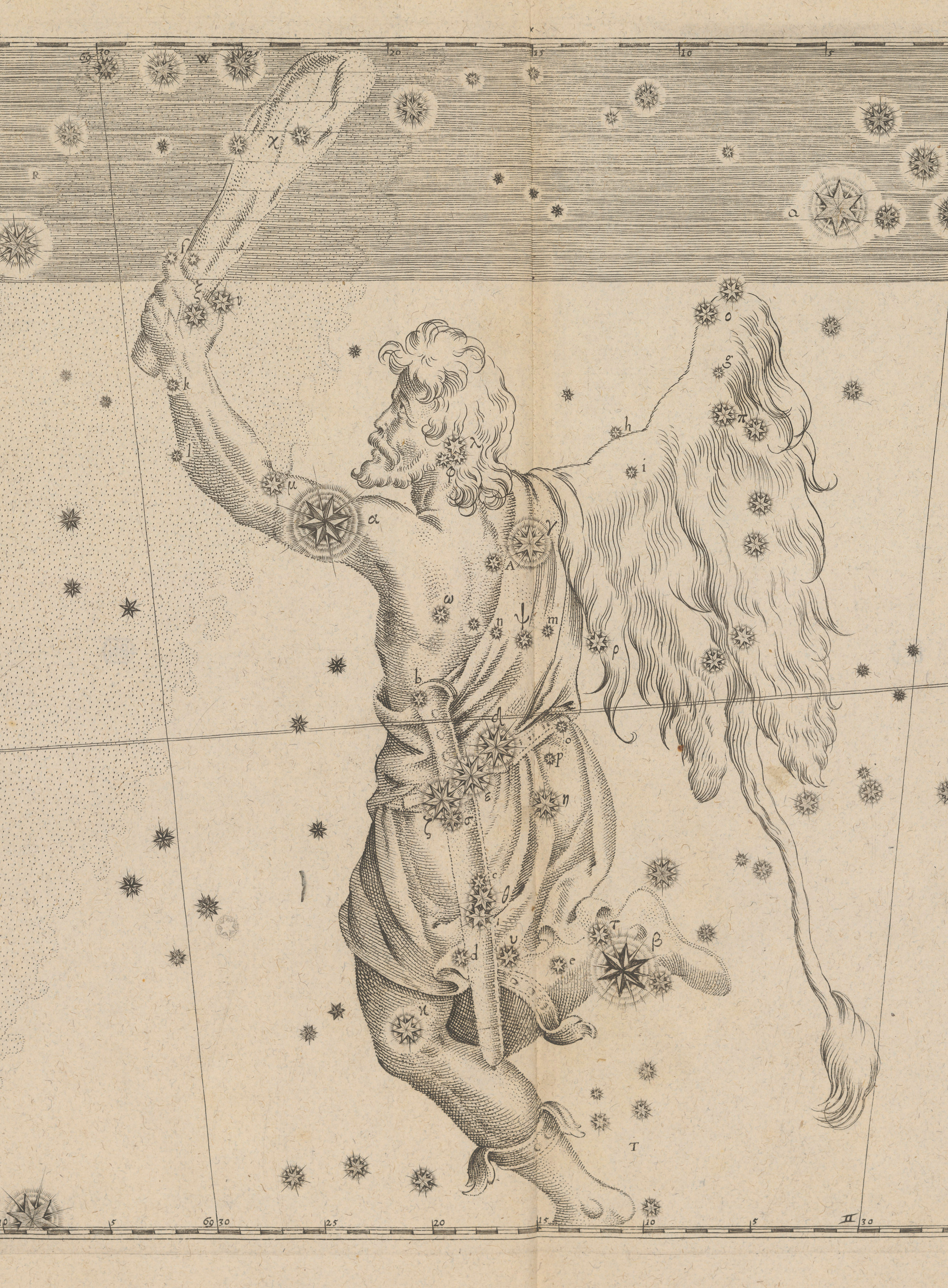
Gravură extrasă din Uranometria, care prezintă constelaţia Orion. Celebra Nebuloasă Orion se află la nivelul tecii sabiei. Imaginea este reprodusă cu autorizarea amabilă a bibliotecii U. S. Naval Observatory.

Uranometria este titlul scurt al atlasului constelațiilor realizat de astronomul german Johann Bayer. A fost publicat la Augsburg (Germania) în 1603 de Christophorus Mangus sub titlul complet Uranometria: omnium asterismorum continens schemata, nova methodo delineata, aereis laminis expressa. (literal: „Uranometria, conținând hărțile tuturor constelațiilor, desenate potrivit unei noi tehnici și gravate pe plăci de cupru”).

## Etimologie
În română, cuvântul Uranometria vine din greaca veche, prin intermediar francez: uranométrie: oυρανός (transcris: uranos), „cerul”, care dă și numele muzei Urania, muza astronomiei, în mitologia greacă. Elementul de compunere « metria » vine din latină: „măsură”; acesta, la rândul său, are drept origine cuvântul grec antic metron, „măsură”. Astfel « Uranometria » semnifică „măsura cerului”, prin analogie cu « geometrie » care semnifică etimologic „măsura Pământului”.
Uranometria este primul catalog care acoperă în totalitate sfera cerească.

## GenezaUranometriei
Înainte de Johann Bayer,elaborarea hărților cerești era ghidată îndeosebi de grijile estetice și astrologice, pozițiile stelelor fiind mai tot timpul neindicate, ajustate pentru a se plia exigențelor de formă a figurilor stilizate pe care constelațiile ar fi trebuit să le reprezinte, preocupându-se relativ puțin de exactitate. Această tradiție, bazată în general pe cataloagele de fapt destul de imprecise de Ptolemeu și Al-Sufi, va continua în întregul Ev Mediu și în Renaștere, până la publicarea lucrării Uranometria, care va folosi cel mai bun catalog stelar disponibil în epoca redactării sale, catalogul lui Tycho Brahe.
Catalogul lui Brahe conține 1005 stele, reperate cu o precizie de ordinul unui minut de arc. La moartea lui Brahe, survenită în 1602, nu fusese încă publicat, însă manuscrise ale catalogului erau în circulație în toată Europa, încă din 1598. Nimeni nu știa cum Bayer, magistrat la Augsburg și care nu era afiliat niciunei societăți savante din epocă își procurase un exemplar; este sigur că acest catalog, de o precizie niciodată atinsă până atunci, i-a servit de bază la realizarea atlasului său ceresc.
Totuși, tabelele lui Brahe, măsurate din Danemarca, nu listau stelele cele mai australe. Pentru a realiza cea de-a 49-a planșă a atlasului său, care introduce 12 noi constelații din emisfera sudică, Bayer a utilizat un catalog produs de navigatorii olandezi Pieter Dirkszoon Keyser și Frederick de Houtman între 1595 și 1597, care ei înșiși reluaseră și îmbunătățiseră observațiile predecesorilor lor Amerigo Vespucci și Andrea Corsali, precum și notele lui Pedro de Medina. Acest catalog de 135 de stele s-a dovedit totuși mai puțin precis decât cel al lui Brahe, pozițiile stelelor având uneori erori de aproape două grade (potrivit legendei, ei au observat și măsurat cerul de pe gabia navei lor).
Uranometria conținea mult mai multe stele decât toate cataloagele precedente căci numeroase stele sunt desenate fără să fie numite.

## Denumirea Bayer

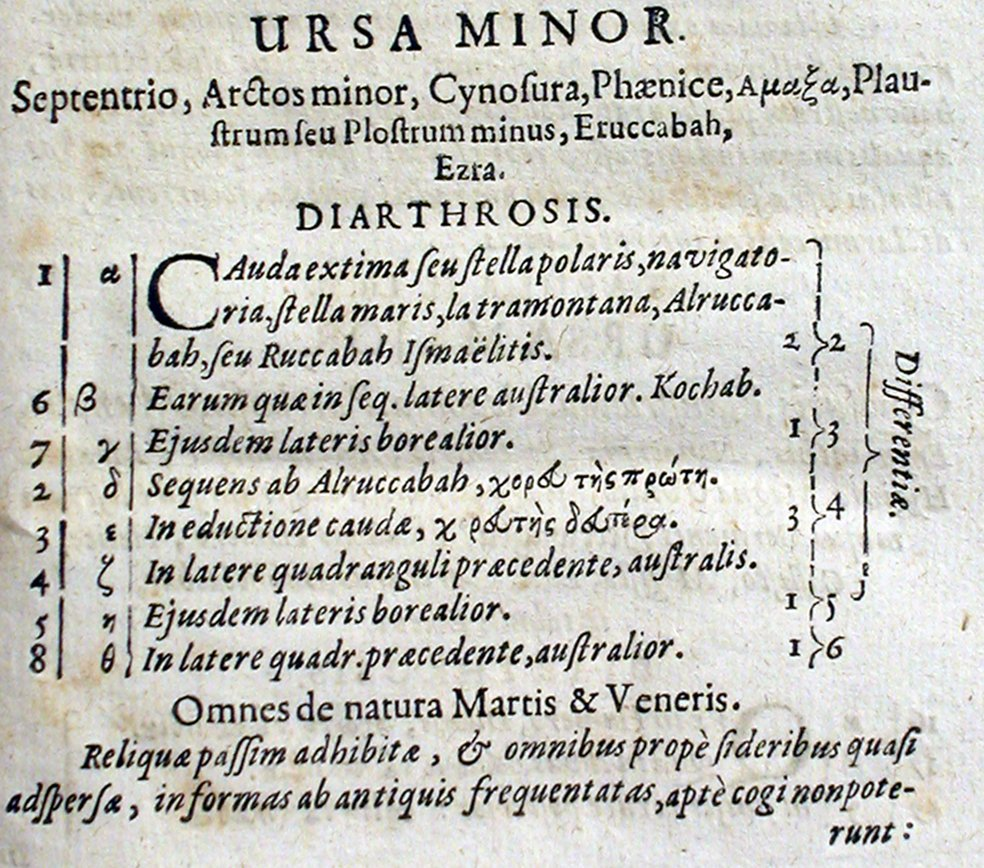
Detaliu al tabelei asociate constelaţiei Ursa Mică (ediția din 1697). Stelele de aceeași clasă sunt grupate prin acoladele din dreapta. Cifra imediat la dreapta acoladei arată clasa magnitudinii, iar cea din stânga numărul de stele care aparțin acestei clase în constelație.

În Uranometria, Bayer introduce o nouă nomenclatură a stelelor, de atunci cunoscută ca Denumirea Bayer, și care este încă folosită și astăzi pentru stelele respective.
Înainte de publicarea acestui atlas, când se dorea desemnarea unei stele oarecare, se făcea descrierea poziției sale în constelație: „steaua care strălucește pe piciorul de sud al Andromedei” sau „umărul stâng al lui Orion”, de exemplu. Dar aceste descrieri erau deseori ambigue.
Acest nou sistem inventat de Johannes Bayer constă în atribuirea de litere grecești stelelor unei constelații date, în ordinea descrescătoare a strălucirii lor. Astfel, steaua cea mai strălucitoare din constelație posedă denumirea Alpha (α), următoarea Beta (β), și așa mai departe cu cele 24 de litere din alfabetul grec. Totuși, mijloacele tehnice ale epocii nepermițând clasarea cu precizie a stelelor în ordinea magnitudinii , Bayer le-a grupat pe fiecare dintre ele în șase „clase” diferite, stelele de magnitudinea întâi fiind cele mai strălucitoare, iar cele de magnitudinea a șasea fiind cele mai slab strălucitoare.
Apoi, în interiorul unei aceleiași clase, Bayer n-a mai căutat să claseze stelele prin magnitudine ci, mai degrabă, în funcție de poziția lor în constelație, pornind în general de la cap pentru a ajunge la picioare (sau la coadă). Astfel, în constelația Orion de exemplu, Betelgeuse (α Orionis), care reprezintă umărul lui Orion, este clasată înainte de Rigel (β Orionis), piciorul, deși aceasta din urmă este cea mai strălucitoare dintre cele două stele.
Stelele reprezentate pe cea de-a 49-a planșă (aceea care prezintă cele 12 noi constelații australe ale lui Keyser) nu au primit totuși denumiri din partea lui Bayer, semn probabil al calității mediocre a informațiilor de care dispunea. Stelele acestor constelații nu și-au primit denumirile decât 160 de ani mai târziu, în 1763, de la Nicolas-Louis de Lacaille.

## Descriere și conținut
În ediția originală din 1603, lucrarea (ale cărei foi mari măsoară 38x28 cm) cuprinde 56 de file. Ilustrațiile au fost gravate inițial pe plăci de cupru de către artistul augsburghez Alexander Mair (cca. 1562-1617) înainte de a fi reproduse pe hârtie. Filele se împart astfel:
- una pentru pagina de titlu
- una pentru dedicație
- două pentru prefață
- 48 pentru hărțile constelațiilor lui Ptolemeu și tabele asociate
- o altă filă pentru cele 12 noi constelații australe
- două pentru planisferele celor două emisfere
- și, în sfârșit, o filă albă, netipărită, la sfârșitul lucrării.

Filele sunt numerotate începând cu prima constelație  (Ursa Mică), utilizând un cod alfanumeric bazat pe cele 24 de litere ale alfabetului latin (literele J și U nefăcând parte în acea epocă). Astfel, prima filă este numerotată (recto-verso) A, a doua B, apoi C până la a douăzeci și patra. Apoi numerotarea  repornește de la A, dar dublând litera și diminuându-i talia, adică Aa pentru cea de-a douăzeci și cincea filă, apoi la sfârșit Aaa pentru cea de-a cincizeci și una.
Ele conțineau 51 de hărți însoțite de texte explicative. Primele 48 de hărți corespundeau celor 48 de constelații ale lui Ptolemeu, cu câteva modificări și adăugiri (vezi mai jos) Cea de-a 49-a pagină introduce 12 noi constelații (vezi mai jos) ale cerului austral, necunoscute de Ptolemeu întrucât sunt invizibile din bazinul mediteranean din cauza declinației prea joase. Ultimele două pagini sunt tipărite cu planisferele care reprezintă emisferele cerești nord și sud în totalitatea lor.

### Pagina de titlu

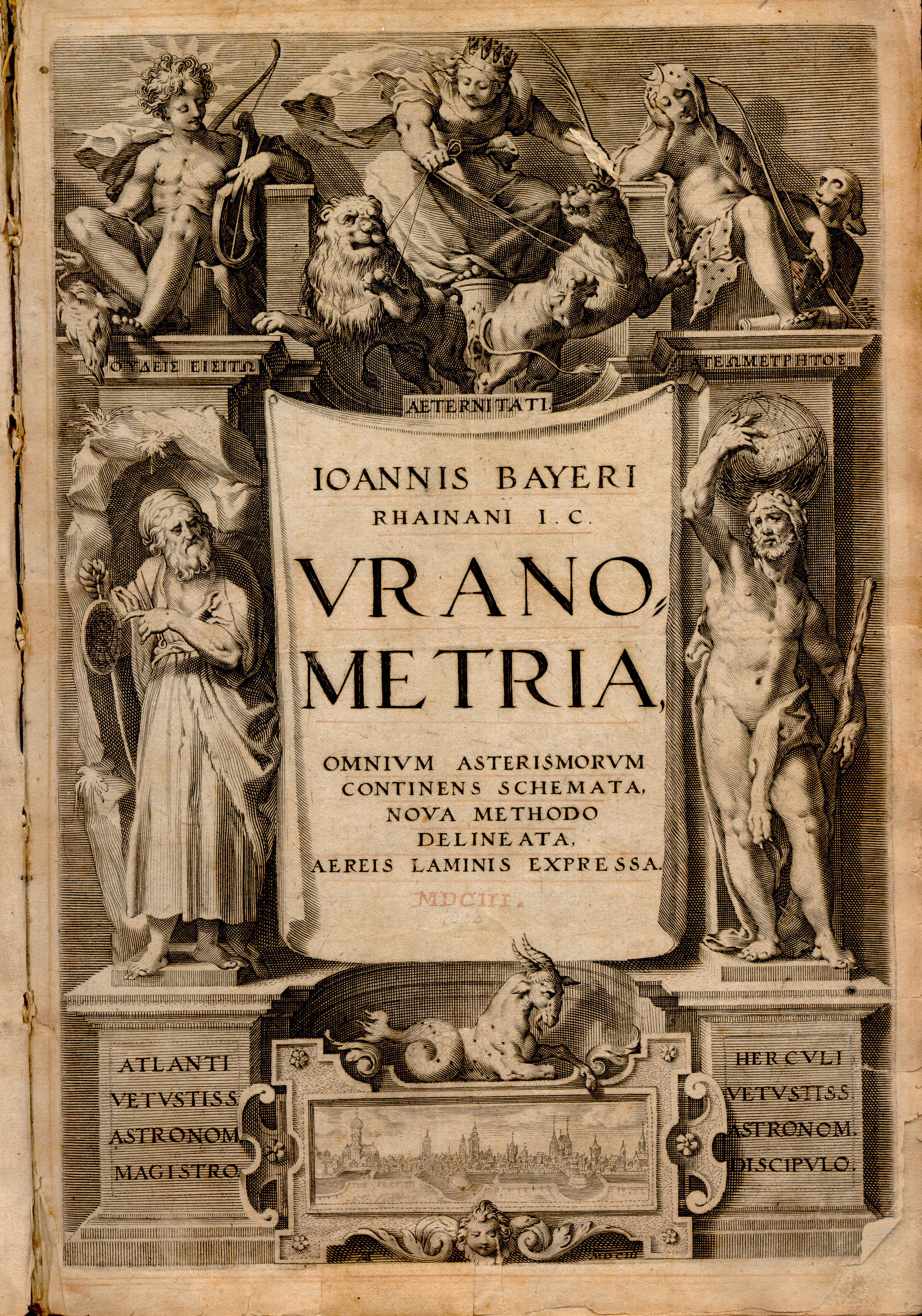
Pagina de titlu a lucrării Uranometria, care este reprodusă cu amabila autorizare a bibliotecii U.S. Naval Observatory.

Gravura paginii de titlu prezintă un motiv arhitectural, titlul complet fiind înscris în centrul ilustrației. Atlas și Hercule sunt reprezentați fiecare pe câte un piedestal, de o parte și de alta a titlului, aceste piedestaluri poartă textele: «Atlanti vetvstiss astronom magistro» (literal: „Atlas, primul profesor de astronomie”) și «Herculi vetvstiss astronom discipulo» (literal: „Hercule, primul elev la astronomie”).
Banda superioară reprezintă mai multe divinități grecești antice. Sus, în stânga se află Helios (Soarele), iar în centru Eternitatea pe carul său ceresc, purtând pe cap o cunună de stele și ținând doi lei în lesă. Selena (Luna) este reprezentată sus, în dreapta, acoperită cu o capă înstelată.
În sfârșit, partea inferioară a gravurii este compusă de o reprezentare a constelației Capricornul, precum și o vedere din Augsburg, orașul în care a fost publicată lucrarea.

### Cele 48 de constelații ale lui Ptolemeu
Constelațiile sunt prezentate în ordinea descrescândă a declinației, începând cu Ursa Mică, cele 12 constelații ale zodiacului apar de la a 22-a (Berbecul) până la a 33-a poziție (Peștii), următoarele 15 constelații fiind situate sub planul eclipticii.

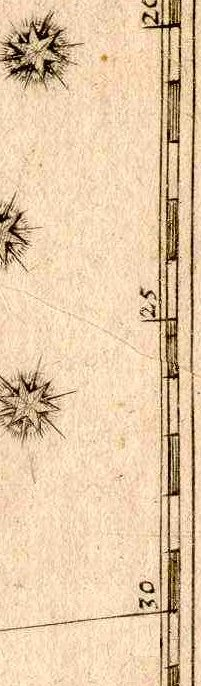
Detaliu al riglei inferioare care însoțește harta constelației Orion.

Fiecare ilustrație este înconjurată de o riglă divizată în grade pentru a permite determinarea poziției fiecărei stele cu o precizie de o fracțiune de grad. Aceste rigle sunt numerotate din cinci în cinci grade, iar o linie leagă riglele superioare de cele inferioare la fiecare 30 de grade. În sfârșit, rigla gradată este repetată de-a lungul eclipticii. O bandă groasă întunecată, care se întinde între 8° la nord și 8° la sud de ecliptică, reprezintă zona în care planetele pot fi observate.

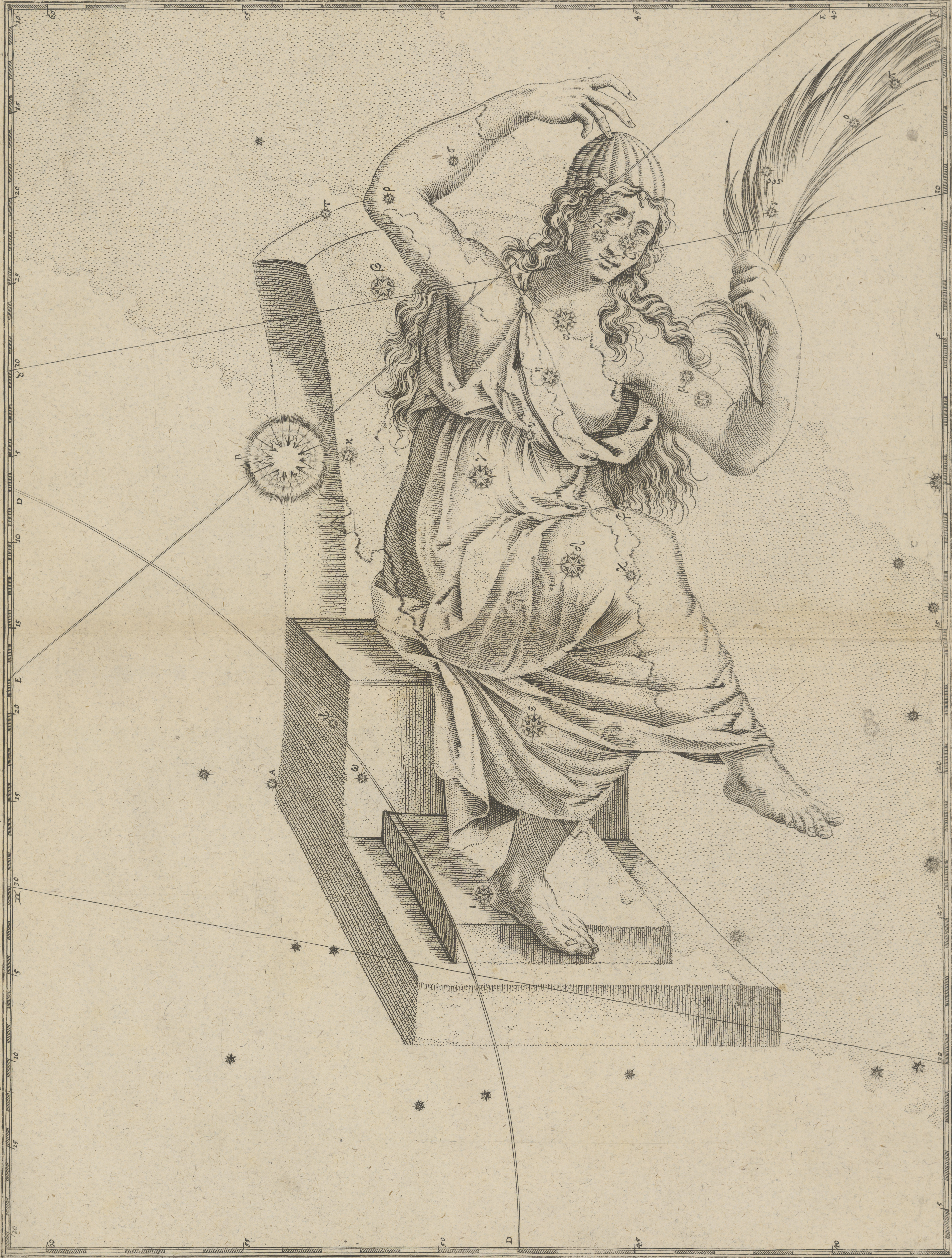
Gravură extrasă din Uranometria (ediția din 1661) care arată constelația Cassiopeia. Imagine reprodusă cu amabila autorizare a departamentului de istorie a științelor al Universității din Oklahoma.

Potrivit cutumei epocii, un desen artistic al constelației figura în filigran stele ale constelațiilor. Din motive necunoscute, mai multe personaje umane care reprezentau constelații figurează cu spatele și nu cu fața (poate că deoarece globurile cerești ale epocii arătau personajele cu fața, în timp ce „Uranometria” arăta constelațiile văzute de un observator situat în centrul sferei cerești și nu în exteriorul acesteia, cum este cazul  cu un glob). De aceea, anumite nume de stele care fac explicit referire la poziția lor în constelație au un nume în dezacord cu ilustrația. De exemplu, ilustrația Arhivat în 18 aprilie 2012, la Wayback Machine. constelației Cefeu arată personajul cu spatele, steaua cea mai strălucitoare (α Cep/Alderamin) fiind la nivelul umărului stâng, în timp ce etimologic numele său semnifică „brațul drept”. De asemenea, în constelația Orion (imaginea alăturată) poziția spatelui vânătorului pune Rigel, situată în partea dreaptă a constelației, la nivelul piciorului său drept, în timp ce etimologic numele său corespunde sintagmei „piciorul stâng [al uriașului]”.
Lista constelațiilor antice date de Claudiu Ptolemeu: 
|    | Numele constelației | Abreviere | Numele românesc    | Situarea | Vizibilitate:          |
| -- | ------------------- | --------- | ------------------ | -------- | ---------------------- |
| 1  | Andromeda           | And       | Andromeda          | N        | Noiembrie              |
| 2  | Aquarius            | Aqr       | Vărsătorul         | SE       | Octombrie              |
| 3  | Aquila              | Aql       | Vulturul           | E        | August                 |
| 4  | Ara                 | Ara       | Altarul            | CS       | (Iulie)                |
| 5  | Aries               | Ari       | Berbecul           | NE       | Decembrie              |
| 6  | Auriga              | Aur       | Vizitiul           | N        | Ianuarie               |
| 7  | Bootes              | Boo       | Boarul             | N        | Iunie                  |
| 8  | Cancer              | Cnc       | Racul              | NE       | Martie                 |
| 9  | Canis Major         | CMa       | Câinele Mare       | S        | Februarie              |
| 10 | Canis Minor         | CMi       | Câinele Mic        | E        | Februarie              |
| 11 | Capricornus         | Cap       | Capricornul        | SE       | Septembrie             |
| 12 | Carina              | Car       | Carena             | CS       | (Februarie - martie)   |
| 13 | Cassiopeia          | Cas       | Cassiopeia         | CN       | Noiembrie              |
| 14 | Centaurus           | Cen       | Centaurul          | S, CS    | Mai                    |
| 15 | Cepheus             | Cep       | Cefeu              | CN       | Septembrie - octombrie |
| 16 | Cetus               | Cet       | Balena             | E        | Octombrie - noiembrie  |
| 17 | Corona Australis    | CrA       | Coroana Australă   | S        | August                 |
| 18 | Corona Borealis     | CrB       | Coroana Boreală    | N        | Iunie                  |
| 19 | Corvus              | Crv       | Corbul             | S        | Mai                    |
| 20 | Crater              | Crt       | Cupa               | S        | Aprilie                |
| 21 | Cygnus              | Cyg       | Lebăda             | N        | Septembrie             |
| 22 | Delphinus           | Del       | Delfinul           | N        | Septembrie             |
| 23 | Draco               | Dra       | Dragonul           | CN       | Aprilie - august       |
| 24 | Equuleus            | Equ       | Calul Mic / Mânzul | N        | Septembrie             |
| 25 | Eridanus            | Eri       | Eridanul           | S, CS    | Decembrie              |
| 26 | Gemini              | Gem       | Gemenii            | NE       | Februarie              |
| 27 | Hercules            | Her       | Hercule            | N        | Iulie                  |
| 28 | Hydra               | Hya       | Hidra              | E, S     | Martie - mai           |
| 29 | Leo                 | Leo       | Leul               | NE       | Aprilie                |
| 30 | Lepus               | Lep       | Iepurele           | S        | Ianuarie               |
| 31 | Libra               | Lib       | Balanța            | SE       | Iunie                  |
| 32 | Lupus               | Lup       | Lupul              | S        | Iunie                  |
| 33 | Lyra                | Lyr       | Lira               | N        | August                 |
| 34 | Ophiuchus           | Oph       | Ofiucus            | E        | Iulie                  |
| 35 | Orion               | Ori       | Orion              | E        | Ianuarie               |
| 36 | Pegasus             | Peg       | Pegas              | N        | Octombrie              |
| 37 | Perseus             | Per       | Perseu             | N        | Decembrie              |
| 38 | Pisces              | Psc       | Pești              | E        | Noiembrie              |
| 39 | Piscis Austrinus    | PsA       | Peștele Austral    | S        | Octombrie              |
| 40 | Puppis              | Pup       | Pupa               | S        | Februarie              |
| 41 | Sagitta             | Sge       | Săgeata            | N        | August                 |
| 42 | Sagittarius         | Sgr       | Săgetătorul        | SE       | August                 |
| 43 | Scorpius            | Sco       | Scorpionul         | SE       | Iulie                  |
| 44 | Serpens             | Ser       | Șarpele            | E        | Iunie și august        |
| 45 | Taurus              | Tau       | Taurul             | NE       | Ianuarie               |
| 46 | Triangulum          | Tri       | Triunghiul         | N        | Noiembrie - decembrie  |
| 47 | Ursa Major          | UMa       | Ursa Mare          | CN       | Aprilie - mai          |
| 48 | Ursa Minor          | UMi       | Ursa Mică          | CN       | Iunie - iulie          |

Fiecare hartă a constelației este precedată de un tabel care conține nomenclatura, descrierea  și magnitudinea stelelor care o compun. Din nefericire, prima ediție a lucrării avea probleme serioase: tabelul și harta unei constelații erau tipărite pe aceeași filă, una pe față, iar cealaltă pe dos. Prin urmare, era imposibil să fie consultate amândouă simultan, reducându-se mult interesul ansamblului. În toate edițiile următoare (începând din 1624), verso-ul hărților a fost lăsat alb, iar tabelele au fost tipărite separat.

### Cele 12 constelații australe
Cea de-a 49 ilustrație introduce 12 noi constelații australe menționate de navigatorii de la sfârșitul secolului al XVI-lea Pieter Dirkszoon Keyser și Frederick de Houtman între 1595 și 1597.
Ele sunt, într-o oarecare măsură, oficializate de Johann Boyer în „Uranometria”.
Întrucât catalogul făcut de Keyser și de Houtman nu se ridica la calitatea  celui realizat de Tycho Brahe, pe care l-a utilizat pentru emisfera nordică, Bayer nu a numit stelele de pe această planșă, în care să utilizeze noul sistem de desemnare creat pentru cele 48 de constelații boreale, ci s-a „mulțumit” să reprezinte stelele cu dimensiuni sensibil diferite, urmărind magnitudinea uneia sau a alteia. De fapt, această planșă nu este precedată de o nomenclatură a stelelor care sunt prezente aici, ci doar de o scurtă listă care prezintă noile constelații:
|    | Numele constelației              | Abreviere | Numele românesc          |
| -- | -------------------------------- | --------- | ------------------------ |
| 1  | Apus                             | Aps       | Pasărea Paradisului      |
| 2  | Chamaeleon                       | Cha       | Cameleonul               |
| 3  | Dorada                           | Dor       | Peștele de Aur           |
| 4  | Grus                             | Gru       | Cocorul                  |
| 5  | Hydrus                           | Hyi       | Hidra Australă           |
| 6  | Indus                            | Ind       | Indianul                 |
| 7  | Musca (în epocă: Apis)           | Mus       | Musca (în epocă: Albina) |
| 8  | Pavo                             | Pav       | Păunul                   |
| 9  | Phoenix                          | Phe       | Phoenix                  |
| 10 | Triangulum Australe              | TrA       | Triunghiul Austral       |
| 11 | Tucana                           | Tuc       | Tucanul                  |
| 12 | Volans (în epocă: Piscis Volans) | Vol       | Peștele Zburător         |

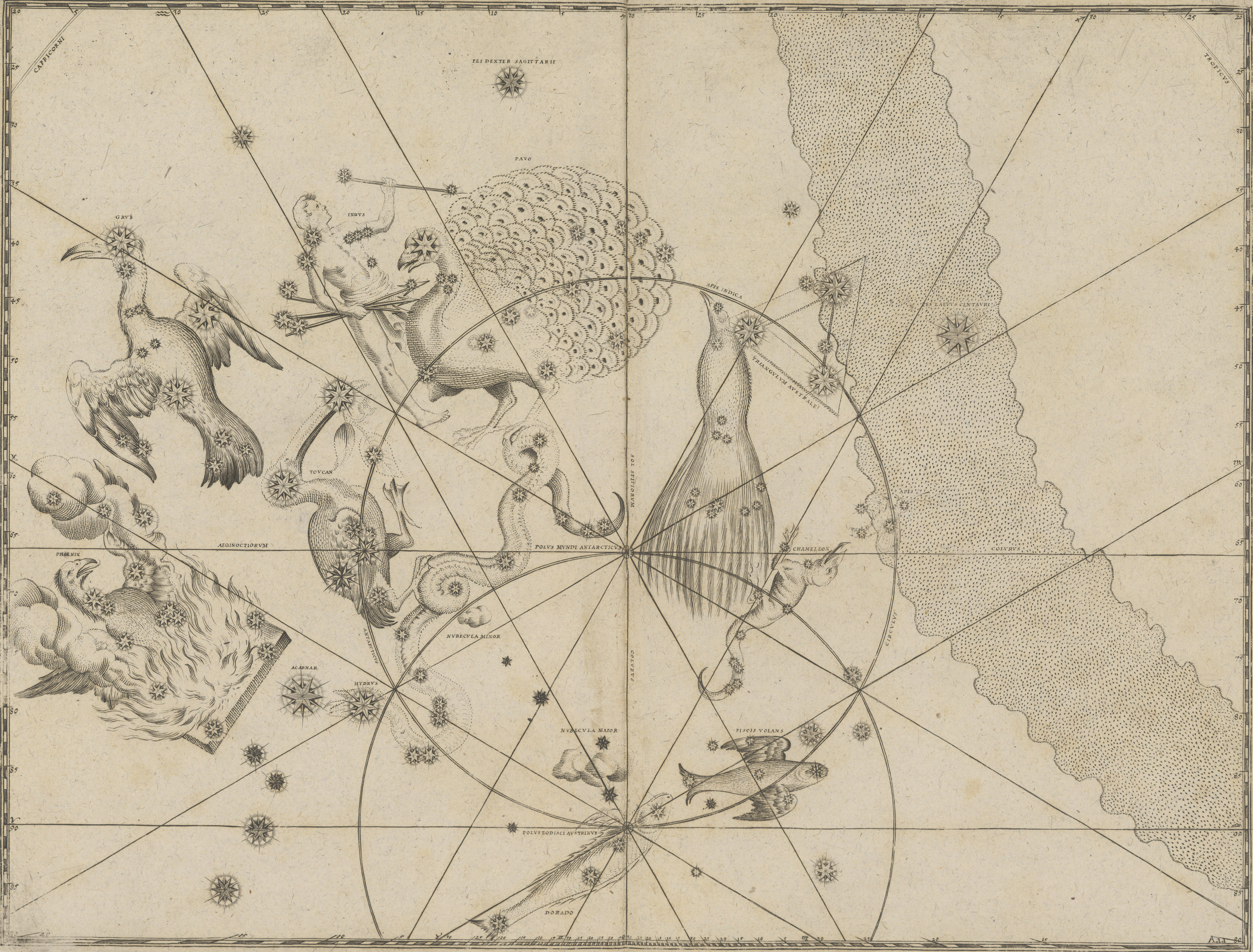
Gravură extrasă din Uranometria (ediția din 1661) care arată cele 12 constelații australe.
Imagine reprodusă cu amabila autorizare a departamentului de istorie a științelor a Universității din Oklahoma.

Este de notat prezența pe această planșă a Marelui și a Micului Nor al lui Magellan; acestea sunt prezentate ca „adevărați” nori, contrastând cu desenul mai realist al Căii Lactee.

## În cultura populară
Uranometria (ウラノメトリア) este una din vrăjitoriile utilizate de magul Lucy Heartfilia în manga Fairy Tail de Hiro Mashima. Prezentat ca unul dintre cei mai puternici în materie de magie cerească, își extrage forța din cele 88 de constelații, invocând o rafală de sfere multicolore.

## Articole conexe
- Almageste
- Atlas stelar